# Grotta MCXXI
La grotta MCXXI è una cavità carsica situata nel territorio della città di Altamura. La grotta è stata scoperta intorno all'anno 2020 da alcuni membri del Centro Altamurano Ricerche Speleologiche durante una passeggiata esplorativa.

## Aspetti storici
La grotta è caratterizzata dalla singolare presenza dell'incisione "MCXXI" e dalla vicinanza a muretti a secco sulle colline adiacenti; la grotta è stata probabilmente utilizzata "come ricovero di pastori durante le transumanze".
L'indicazione MCXXI potrebbe riferirsi, secondo gli storici locali (in primis Giuseppe Pupillo), all'anno 1121, un anno che si inserisce nel contesto di scontri tra i confini delle universitas (come erano chiamati all'epoca le città e i loro territori) adiacenti come Toritto, Grumo Appula, Gravina in Puglia e Bitritto, nel cui territorio rientrava all'epoca la grotta in questione e che era situata tra le località Scolcula (oggi Sgolgore) e Biscillito o Bisciglie (oggi Visceglie).
L'ipotesi più accreditata è che la grotta, trovandosi nelle vicinanze dei confini delimitati dai muretti a secco, fosse stata scelta come riferimento per la delimitazione dei confini in questione, e per questo sarebbe stato scolpito sull'ingresso l'anno MCXXI. L'iscrizione fu probabilmente fatta da "uomini di legge", come giudici e notai, dal momento che in quel periodo l'analfabetismo era prevalente persino tra i nobili feudali del luogo.
Una prima soluzione delle controversie e lotte relative ai confini fu data nel 1104 da Roberto d'Altavilla, all'epoca Conte di Gravina (la Contea di Gravina raggruppava Bitetto, Toritto e Grumo Appula); la soluzione, però, non fu probabilmente definitiva, dal momento che nel 1136 il regio giudice Urso Trabalia fu incaricato da re Ruggero II di Sicilia di risolvere una controversia tra le universitas di Grumo Appula e Bitetto relativa al possesso del territorio di Biscillito (o Visciglia). In tale occasione, il possesso fu riconosciuto alla città di Bitetto.
Considerati i fatti documentati di cui sopra, non si può escludere che l'anno 1121 possa essere stato un anno intermedio in cui i confini furono rideterminati, sebbene tale evenienza non sia al momento documentata dalle fonti. Ulteriori ricerche nei documenti degli archivi pugliesi potrebbero confermare l'ipotesi degli storici.

## Aspetti naturalistici
La grotta non contiene stalattiti o stalagmiti così come non sono state rinvenute testimonianze archeologiche. È, però, evidente l'impatto antropico, come ad esempio l'allargamento artificiale della grotta testimoniato dal materiale di risulta situato nelle immediate vicinanze dell'entrata alla grotta e gli scavi di ciottoli e materiale meno consistente al suo interno.